# 新極道の妻たち 惚れたら地獄
『新極道の妻たち 惚れたら地獄』（しんごくどうのおんなたち ほれたらじごく）は、1994年公開の日本映画。主演は、岩下志麻。監督は、降旗康男。通称『極妻（ごくつま）』シリーズの第7作目。岩下版としては5作目。本作では、大阪府を舞台に、小規模なヤクザ組織・十一代目御蔵組が土地再開発計画の利権を巡り敵対する組織・三代目侠和会との攻防、夫亡き後組を継いだ妻・村木芙由と内部の人間のやり取りなどが描かれている。
本作で「極妻」シリーズの総収入は、劇場公開時、ビデオセールス、TV放映権料等を含め100億円を突破した。ちなみに当時アイドルグループ光GENJIとして活動していた赤坂晃にとって、初の本格的映画出演となった。
キャッチコピーは、「どこまで怒らす気いや。」。

## あらすじ
大阪ミナミの小規模ヤクザ組織・十一代目御蔵組組長 村木俊作（高島忠夫）の妻・村木芙由（岩下志麻）は別荘で夫の快気祝いを開き、幹部やその妻たちと楽しい時を過ごす。その頃、ミナミでは100億円もの利益が絡む再開発計画が持ち上がり、翌日、芙由はその利権を決める会合に出席する夫・御蔵組組長村木と別荘を後にする。しかし突如上空に現れたヘリから何者かが銃を乱射し、襲撃された村木組長夫妻は救急搬送される。芙由は病院で意識を取り戻すが、御蔵組若頭 新谷清二（山下真司）から夫の死と会合の延期が伝えられる。
揉め事を起こせば利権を得られなくなるため芙由は、清二たちに目立った行動を取らないよう指示する。しかし数日後若い組員がキタの大組織・侠和会傘下の組員によるトラブルに巻き込まれ、相手を死なせてしまう。御蔵組幹部 権藤啓太（世良公則）は、先日の襲撃と今回のトラブルは侠和会が利権を横取りするための宣戦布告と気づき仲間と抗争に向けて話し合う。しかし事を荒立てたくない芙由は啓太たちを説き伏せて、まだ怪我が治っていないなか、自ら侠和会に詫びを入れに行くことに。
芙由は三代目侠和会会長 坂本重秋（中条きよし）に3,000万円の詫び金を渡して謝罪し手打ちにしてもらうが、同席した坂本会長の妻・英子（あいはら友子）は手打ちに納得できない。芙由に激しい敵意を持った英子は、後日、芙由を殺すため組員を病院に送り込むが、清二に助けられた芙由は極秘に退院して清二の妻・斎子（斉藤慶子）と隠れ家生活を始める。芙由のもとを訪ねた啓太は改めて「侠和会と抗争させてほしい」と直訴するが、100億もの利権を手に入れて組を強化するまで辛抱するよう諭される。
しかし芙由の願いも虚しく啓太や幹部仲間は独断で侠和会幹部を襲撃し、啓太たち主だった幹部が逮捕されたことで御蔵組は急激に弱体化する。その後利権は侠和会系の業者が握ることが決まり、あと少しで利権を手にできるはずだった芙由は失望してしまう。しかし清二に御蔵組復活の望みをかけた芙由は斎子に清二を迎えに行かせるが、清二と斎子は車で戻ろうとしたところ、侠和会組員に拉致されてしまう。組員に清二を人質に取られた斎子は、英子に芙由を車で外に連れ出すよう暴力で脅されてしまう。
雨の夜、芙由を乗せた斎子の車が林道で停車すると一台の車が現れ、その後部座席には侠和会組員に挟まれてうなだれる清二の姿があった。斎子から銃口を向けられ瞬時に状況を理解した芙由は、皆で夫の快気祝いをした日のことを懐かしんだ後覚悟を決める。泣きながら躊躇する斎子に、芙由は「極道の女やったら惚れた男のためにわてを撃つんや!」と最後の命令を伝える。清二・斎子夫婦は結局侠和会の罠で車ごと転落死。組員からの電話で芙由の死を告げられた英子は満足し、1年後、侠和会は大阪一帯のシマを手中に収める。寺の境内に全国から侠和会幹部が集まる中、英子は先代組長の三回忌を取り仕切る夫・三代目侠和会会長坂本を誇らしげに見つめるのだった。しかしその席上、死んだと思われていた芙由が僧侶に変装して紛れ込んでおり、坂本夫婦を射殺。侠和会組員や機動隊を前に、芙由は「極道の妻としてのけじめ」を宣言する。

## キャスト
村木芙由（ふゆ）
演 - 岩下志麻
約300人の小規模組織・十一代目御蔵組(みくらぐみ)組長の妻。思いやりがあり面倒見が良い性格だが、組長の妻とあって根性も据わっており歴代の主人公の例に漏れず銃器の扱いにも優れている。啓太たち組員が右も左も分からない不良少年だった頃から、ヤクザのしきたりや礼儀作法などを教え実の子のように色々と世話を焼いてきた。夫の死後は女組長として組を仕切るようになる。ヤクザの妻になる前は、評判の良い芸妓だった。酒に強い。ちなみに自身の隠れ家は、人が住んでいることをカモフラージュするため1階部分はほぼ柱のみのボロボロの廃屋だが、2階は立派な居住空間となっている。斎子に自分を撃たせて死亡したかのように装って潜伏しており、全てを失った後侠和会二代目会長の法事に僧侶に変装して潜入。大勢の参列者の前でマシンガンを連射して坂本夫婦を射殺、ヤクザとしての「けじめ」をつけた。
新谷清二（しんたに）
演 - 山下真司
御蔵組の若頭らしき人物で構成員たちのまとめ役。組長の死後から組長代行を務め、入院中の芙由の指示を仰ぎながら他の組員たちに色々と指示を出す。関西以外の出身らしく御蔵組の組員や妻の中では珍しく標準語で会話している。御蔵組組長への忠誠心や組長夫妻の次に偉い立場とあって責任感は強いが、基本的に真面目で冷静な性格で芙由から「(殴り込みや銃撃などの)荒い行動には向かない」と評される。啓太たち幹部に目立った行動を取らないよう告げた後、啓太らの行動に気を揉むようになる。
新谷斎子（さいこ）
演 - 斉藤慶子
清二の妻。組員の妻の中では比較的落ち着いた物腰で、清二と似たような誠実な性格。冒頭で清二との子を妊娠したことに気づく。組員妻たちの中で芙由から特に信頼されており、侠和会に侘びに行くことになった芙由に付き添いや車の運転手役を務めている。また、芙由が隠れ家で身を隠してからは一緒に寝起きして身の回りの世話をする。
権藤啓太
演 - 世良公則
御蔵組幹部3人組のリーダー的存在。組長に憧れてヤクザになり尊敬している。芙由が礼儀を教えた組員の中でも特に手のかかる問題児だった。食べ物の好き嫌いが激しく、肉料理が大好きで大の野菜嫌い。御蔵組を守りたいという想いを持っているが、組長射殺や賭場荒らしをされても侠和会相手に穏便に事を収めようとする芙由の対応に疑問を持ち始める。

### 御蔵組の幹部など
村木俊作
演 - 高島忠夫
芙由の夫。約100年前から続く御蔵組の十一代目組長で、暖簾の古さと団結力で侠和会のミナミ侵入を防いでいた。糖尿病と心臓を患い入院生活を送っていたが、冒頭で5年ぶりに退院する。この5年間組員たちのことやしのぎの仕切りなど、全て芙由に任せてきたためとても感謝している。これまで啓太たち不良少年を街で拾っては、組員として迎え入れてきた。趣味は海釣り。引退前の最後の花道を飾るつもりで利権を得るため再開発計画の会合に出席しようとした矢先、上空のヘリに乗った男たちに銃で襲撃され命を落とす。
輪島武司
演 - 清水宏次朗
御蔵組幹部3人組の1人。あだ名は「たけちゃん」。輪島商会を経営。美貴によると女を口説くことだけが取り柄で、小学校もまともに出ていないため勉強が苦手。芙由の入院中の護衛責任者を務めるが、組長夫妻を狙った犯人が分からないため病院での警備に苦慮する。その後、他の組員と共に三代目侠和会会長坂本を殺す計画を立てた後、坂本の本宅からほど近いマンションの一室でその機会をうかがう。
野田哲男
演 - 小西博之
御蔵組幹部3人組の1人。あだ名は「てつ」。これまでの出入りの時はいつも武司、啓太と一緒にやってきた。短気な性格で喧嘩っ早く、志津江から「しのぎが下手」と評されている。村木組長夫妻襲撃事件の後早くから侠和会の犯行を疑うが、志津江が侠和会組員に殺されてから激しく憎むようになる。また同時に侠和会との抗争を許可しない芙由に、「村木の親分と盃を交わしたが姐さんに偉い顔をされたくない」と反発し始める。
森安健
演 - 赤坂晃
御蔵組の若手組員。幕末時代から約100年間続く格式高い御蔵組の賭場の胴元として場を仕切る。血の気が多く侠和会への対抗心が強く、芙由や清二の言いつけを大人しく守ろうとする先輩組員の前で「侠和会がなんぼのもんじゃ」と1人息巻く。賭場で“たつみ組”の組員と揉めた後、裏通りで待ち伏せしていた彼に銃で襲われる。

### 侠和会とその関係者
坂本英子（えいこ）
演 - あいはら友子
侠和会三代目会長の妻。クラブのママとして働いている。芙由が御蔵組の若い組員の不始末を坂本に詫びに来た所に同席する。しかしこの時の芙由とのやり取りで格の違いを見せられ、結果的に自身が恥をかかされる形となったことから、それ以降一方的に敵視し始める。勝ち気な性格で派手好きで日常的にまくし立てるようによく喋る。夫への愛情は本物であったようで、法事で芙由に襲撃を受けた際一目散に逃亡する組員たちや僧侶達に反して「あんたぁ！」と悲鳴を上げながら夫に駆け寄ろうとして芙由に射殺される。
坂本重秋
演 - 中条きよし
英子の夫。数ヶ月前に侠和会三代目会長を襲名したばかり。大阪キタに本居を構え、昭和50年代に全国に枝を張り巡らし、総勢15,000人もの構成員を束ねる。ただし啓太によると「組織は大きいが元は寄合い状態で、いまいち繋がりは強くない」と評されている。芙由に初めて会ってから芙由を“女狐”呼ばわりしながらも敵ながら一目置くようになる。再開発計画の利権を横取りするため、村木組長夫妻を襲ったり傘下の組員とトラブルを起こさせるなど様々な手口で揺さぶりをかける。二代目の法事に現れた芙由になすすべもなく射殺され生涯を終える。
加納修示
演 - 渡辺哲
侠和会理事長で組織のNo.2。侠和会の重要な会合に参加したり、坂本夫妻と芙由の手打ちの場などに居合わせる。私生活では小学生ぐらいの娘2人の父で、ある日女美剣士のファンである娘たちを連れて撮影所に訪れる。
きくち
演 - 安岡力也
侠和会のNo.3的幹部。坂本が芙由と手打ちにした直後、納得できない英子から芙由を殺すよう手打ち破りの指示を受ける。入院中の芙由を襲撃するが逃してしまい、その後、英子から芙由の居場所を突き止めて再び殺すよう指示を受けて行動に移す。翌年の二代目侠和会会長の三回忌では進行役を務めるが、芙由の襲撃に際し英子と共に重秋の元に駆け寄ろうとして共に銃弾を浴びる。
たつみ組組員
演 - 志賀勝
侠和会の傘下の“たつみ組”中堅組員。御蔵組の賭場に訪れ、森安の前で違法薬物を摂取したり小銭で賭博をしようとするなどの嫌がらせ行為をしてトラブルになる。

### 御蔵組組員の妻など
権藤加奈代
演 - 川島なお美
啓太の妻。キャバクラのママとして働いている。芙由が時々調理中にするフランベを自身もできるようになりたいと練習しているがまだ上手くできない。その後、ミナミまで侵入してくるようになった侠和会に店で嫌がらせを受け始める。啓太に惚れているが、女好きな彼に手を焼いている。
輪島美貴
演 - 海野圭子
武司の後妻。普段は輪島商会で働いている模様。輪島と結婚したばかりだが、夫の前妻から何かと理由をつけて生活費をせびられるようになったことに不満を持つ。侠和会との抗争中に輪島商会に銃弾を打ち込まれたことで身の危険を感じ、武司を守るために行動を起こす。
志津江
演 - 中野みゆき
哲男の内縁の妻。俊作の快気祝いに出席するなど、芙由や他の幹部妻たちと親しくしている。哲男と3年付き合っているが「ヤクザが家族を持ったら色々と面倒」との理由から入籍してくれないことに不満を持つ。その後病院に侠和会の人間が紛れ込んだとの情報が入り、清二に頼まれて極秘に退院することになった芙由の身代わりを務める。

### その他の人たち
別荘のオーナー
演 - 美川憲一（友情出演）
冒頭で、目の前に海が広がる自身の別荘を購入するため内見にやって来た芙由と会話する。
女美剣士
演 - 宮崎ますみ（友情出演）
劇中劇で新選組の1人を演じる女優。映画のスタジオで殺陣のシーンを撮り終えた後加納親子と記念写真を撮るが、直後にスタッフのフリをして現れた御蔵組組員が目の前で加納を襲うのを見てしまう。
鶴子
演 - 西川峰子
啓太の愛人。啓太を「ゴンちゃん」と呼んでいる。小料理屋「せんねんちょう」の女将。以前、道頓堀の橋を権藤と歩いていた所を偶然、加奈代に見つかり取っ組み合いのケンカをしたことがある。その後、刑務所を出所した啓太と、英子のクラブに客として訪れるが啓太があまり構ってくれないため機嫌を損ねる。
大阪府警 刑事
演 - 本田博太郎
御蔵組組員妻の1人が殺される事件が起こり、現場にいた清二を警察で事情聴取する。清二から「芙由が退院した直後それを知らずに見舞いに来た組員の妻が誰かと間違えられて殺された」との話を聞く。清二の取調べでは、名前ではなく敢えて“ヤクザ”と呼んで挑発し、激しい口調や高圧的な態度で脅しながら事実を喋らせようとする。
その他
木村緑子、亀山忍、久保田篤

## スタッフ
- 原作 - 家田荘子（文藝春秋社刊）
- 監督 - 降旗康男
- 脚本 - 松田寛夫
- 音楽 - 服部克久
- 音楽プロデューサー - おくがいち明
- 企画 - 日下部五朗
- プロデューサー - 本田達男、小柳憲子
- 撮影 - 木村大作
- 美術 - 松宮敏之
- 照明 - 安藤清人
- 録音 - 芝氏章
- 編集 - 荒木健夫
- 助監督 - 藤原敏之、森本浩史、藤岡浩二郎
- 記録 - 森村幸子
- 整音 - 格畑學
- 装置 - 梶谷信男
- 装飾 - 極並浩史
- 背景 - 西村三郎
- 衣裳 - 宮川信男
- 美粧 - 田渕恵子
- 結髪 - 山田真佐子
- 音響効果 - 竹本洋二、和田秀明
- 進行：高橋剣、矢後義和
- 擬斗 - 上野隆三（東映剣会）
- スタイリスト - 高橋匡子（岩下志麻担当）、笠本ゑり子、篠塚奈美、佐藤悦子（あいはら友子担当）
- ヘアメイク - 馬場利弘（岩下志麻担当）、浦田尚美、尾藤みちよ（あいはら友子担当）
- 刺青 - 毛利清二
- 方言指導 - 和泉敬子、松本陽子、松尾裕之
- 火薬効果 - BRONCO
- 劇用車 - 小野順一
- 演技事務 - 寺内文夫
- スチール - 遠藤功成
- 企画協力 - 井波洋（ヒロプロダクション）
- キャスティング - 葛原隆康
- 音楽製作 - 東映音楽出版株式会社
- 進行主任：野口忠志

## 主題歌
- 「残照」

作詞・作曲・歌：加藤登紀子（Sony Records）

## 劇中歌
- 「あゝ無情」

作詞：湯川れい子、作曲：NOBODY、原曲は、1986年にアン・ルイスが歌唱した。
加奈代が経営するキャバクラでホステスの1人が、カラオケで歌唱する。
- 「露営の歌」

作詞：籔内喜一郎、作曲：古関裕而、原曲は、1937年頃に歌われるようになった軍歌。
上記と同じ店に、別の日に客としてやって来た侠和会の組員がカラオケで歌唱する。

## エピソード
- デビュー当初から世良公則のファンを公言していた川島なお美にとっては待望の初共演で、濃厚な濡れ場を披露する[4][5]。